# Croquet ai Giochi olimpici
Il croquet ha fatto parte dei Giochi olimpici esclusivamente nell'edizione Parigi 1900 con tre eventi e 10 partecipanti francesi. A Saint Louis 1904 venne proposta la variante del roque che vide battersi per le medaglie 4 atleti statunitensi.

Di seguito una breve sintesi delle dispute che in entrambi i casi hanno visto atleti provenienti unicamente dalla medesima nazione, totalmente in opposizione con i criteri delle olimpiadi che volevano ogni disciplina aperta a partecipanti da tutte le nazioni.

## Albo d'oro
| Edizione         | Oro                                     | Argento                 | Bronzo                  |
| ---------------- | --------------------------------------- | ----------------------- | ----------------------- |
| Parigi 1900      | Croquet singolo/1 palla                 | Croquet singolo/1 palla | Croquet singolo/1 palla |
| Parigi 1900      | Gaston Aumoitte                         | Georges Johin           | Chrétien Waydelich      |
| Parigi 1900      | Croquet singolo/2 palle                 |                         |                         |
| Parigi 1900      | Chrétien Waydelich                      | Maurice Vignerot        | Jacques Sautereau       |
| Parigi 1900      | Croquet doppio                          |                         |                         |
| Parigi 1900      | Francia Gaston Aumoitte - Georges Johin | —                       | —                       |
| Saint Louis 1904 | Roque                                   | Roque                   | Roque                   |
| Saint Louis 1904 | Charles Jacobus                         | Smith Streeter          | Charles Brown           |